# Parabuthus puntlandus
Espèce
Parabuthus puntlandus est une espèce de scorpions de la famille des Buthidae.

## Distribution
Cette espèce est endémique du Pount en Somalie. Elle se rencontre vers Barookhle.

## Description
Le mâle holotype mesure 89,74 mm et la femelle paratype 90,25 mm.

## Systématique et taxinomie
Cette espèce a été décrite par Kovařík, Šťáhlavský, Elmi et Štarha en 2025.

## Étymologie
Son nom d'espèce lui a été donné en référence au lieu de sa découverte, le Pount.

## Publication originale
- Kovařík, Šťáhlavský, Elmi & Štarha, 2025 : « Scorpions of the Horn of Africa (Arachnida: Scorpiones). Part XXXVIII. Parabuthus puntlandus sp. n. from Somalia (Puntland) (Buthidae). » Euscorpius, no 414, p. 1-11 (texte intégral).